# Кащей Бессмертный (альбом)
«Каще́й Бессме́ртный» — девятый студийный альбом российской рок-группы «Сектор Газа».

## Об альбоме
Идея создания сказки возникла у Юрия Клинских в 1989 году. К сочинению материала для альбома он приступил в 1991 году.
Один из самых известных музыкальных альбомов группы, сыгранный в хоррор-панк и фолк-рок стилистике, именуемый панк-оперой. Записан в воронежской студии «Black Box» в марте 1994 года и выпущен в июне того же года московским лейблом «Gala Records».
Данный концептуальный альбом был записан по мотиву русской народной сказки об Иване-Царевиче и Василисе Прекрасной в вольной интерпретации. В нём присутствует повествование, а также исполнение арий действующими лицами. Музыка же к вокальным партиям была заимствована, в основном, у западных групп и переаранжирована.  Лишь «Вторая ария Ивана» является полностью оригинальной композицией. В промежутках между песнями Сказитель с чёрным юмором и карикатурным пафосом, используя ненормативную лексику, повествует о приключениях главного героя.
В записи этого альбома приняла участие начинающая воронежская певица Ирина Пухонина.
Спустя два года были начаты съёмки видеоверсии сказки, однако по финансовым причинам так и не были закончены. И, тем не менее, летом 2000 года планировалось завершить съёмки, но этому помешала смерть Юрия Клинских. Таким образом сохранились некоторые рабочие видеоматериалы композиций: «Ария Ивана и Лягушки», «Вторая ария Ивана» и «Третья ария Ивана».
Альбом представляет собой вольную интерпретацию сказки  об Иване-Царевиче и Царевне Лягушке, исполненной в формате мюзикла.

### Сюжет
Жил-был царь, превеликий государь (Алексей Ушаков). За всю свою жизнь он совратил множество девушек и женщин в царстве, чем сильно нервировал свою жену, царицу. Когда же девственниц не осталось, он позвал слуг и велел им отыскать и привести ко дворцу всех троих сыновей. Старший сын лазил к девушкам, средний пил вино «Агдам». Тем временем, Иван-Царевич (Юрий Клинских), лазил с ребятами воровать у дяди Вани вишню, однако их заметила собака и разодрала им штаны.
Все трое сыновей пришли к царю. Тот велел им отыскать себе жену, но при этом воздержаться до темна. Старший сын нашёл себе жену из дворян, средний - из купцов. Стрела младшего сынка улетела за леса.
Побродив по лесу, Иван Царевич замечает лягушку (Ирина Пухонина). Та предлагает его взять к себе домой. Иван поначалу возражает, но в конце концов лягушка его уговорила, и он положил её в карман.
Царь, посмотрев на Ивана, спрашивает о его жене. Иван Царевич показывает жену царю, тот его благословляет. В горнице главный герой кладёт на стол лягушку, думая о сексе с ней. Та превращается в красавицу, Василису Прекрасную. От радости Иван Царевич берёт лягушачью шкуру, идёт в туалет и смывает её в унитазе. В это время дворец трясётся, и Василису похищает Кащей (Юрий Клинских).
Прогоревав три дня, Иван спешит на коне во дворец Кащея. По пути останавливается у Бабы Яги (Ирина Пухонина), чтобы помыться и перекусить. Та соглашается принять гостя.
Баба Яга рассказывает Ивану, что в своё время Кащей соблазнял её и довёл до отвратительного состояния. Она советует ему отправиться к Графу Дракуле (Юрий Клинских) за кладенцом, чтобы кастрировать Кащея. Иван Царевич приезжает в замок Графа Дракулы, просит у него меч, после чего отправляется дальше. Василиса Прекрасная, тем временем, сидит во дворце и очень сильно скучает по Ивану, поскольку Кащей оказался несостоятельным в сексе.
Добравшись до владения Кащея, Иван зовёт его на смертный бой. После недолгой разборки, он побежал во дворец, а Кащей, спрятавшись в кустах, начинает умирать.
Встретив Василису, Иван занимается с ней сексом, после чего отправляется с ней обратно домой.

### Действующие лица
- Сказитель, Иван-царевич, граф Дракула, Кащей Бессмертный — Юрий Клинских
- Царь — Алексей Ушаков
- Лягушка, Баба-Яга, Василиса Прекрасная — Ирина Пухонина (Бухарина)

## Список композиций
| №                   | Название                                                   | Длительность |
| ------------------- | ---------------------------------------------------------- | ------------ |
| 1.                  | «Интродукция» (Red Hot Chili Peppers — Fight Like a Brave) | 3:32         |
| 2.                  | «Ария Ивана» (Red Hot Chili Peppers — Give It Away)        | 7:33         |
| 3.                  | «Ария Ивана и Лягушки» (Midi, Maxi & Efti — Go Girlie Go)  | 7:44         |
| 4.                  | «Вторая ария Ивана» (оригинал)                             | 4:22         |
| 5.                  | «Ария Бабы-Яги» (Ace of Base — All That She Wants)         | 5:39         |
| 6.                  | «Ария графа Дракулы» (Anthrax — I Am the Law)              | 3:57         |
| 7.                  | «Ария Василисы Прекрасной» (Queen — Bohemian Rhapsody)     | 3:00         |
| 8.                  | «Третья ария Ивана» (AC/DC — You Shook Me All Night Long)  | 3:40         |
| 9.                  | «Ария Кащея Бессмертного» (Песняры — Дрозды)               | 2:59         |
| 10.                 | «Четвёртая ария Ивана» (Nirvana — Sliver)                  | 2:31         |
| Общая длительность: | Общая длительность:                                        | 44:55        |

| №   | Название                    | Длительность |
| --- | --------------------------- | ------------ |
| 11. | «Еду бабу выручать» (remix) | 5:43         |

## Участники записи
- Юрий Клинских — гитара, клавишные
- Игорь Жирнов — лидер-гитара
- Алексей Ушаков — клавишные (7)

## Инструменты и оборудование
| - Гитара Kramer - Синтезатор Roland D-110 - Драм-машина Alesis HR-16B - Звуковой модуль E-mu Proteus 1 | - Процессор эффектов Eventide H3000B Ultra–Harmonizer - Процессор эффектов Alesis Quadraverb |

## Факты
- Текст «Арии Ивана» основан на песне «Поспели вишни» Григория  Гладкова (Лиханского), которая известна в исполнении Аркадия Северного.
- Во время повествований Сказителя звучат фрагменты сюиты «Картинки с выставки» М. П. Мусоргского в оркестровой обработке М. Равеля.
- В 1996 году Юрий Клинских приступил к сочинению ещё одной сказки про Емелю («По щучьему веленью»)[1], но она осталась незавершённой[2]. В Интернете существует рабочая версия сказки, дописанная поклонниками.[3]
- Из-за того, что Юрий (Хой) Клинских не контролировал типографский процесс, на буклетах кассет, пластинок и дисков, изданных «Gala Records», из года в год печаталась недостоверная информация: неверный состав группы, публиковались фотографии не соответствующие хронологии, кое-где перепутаны даты и имена. Так что данный альбом не обошёлся без подобных ошибок.
- В 2007 году вышла кавер-версия альбома «Кащей Бессмертный» на татарском языке, автор приближённого перевода песен — Филюс (Беркет) Мухаметшин, аранжировщик Народной артистки Татарстана Хании Фархи.
- Премьера концертной версии альбома «Кащей Бессмертный» состоялась 30 ноября 2018 года в Главclub Green Concert в Москве и 1 декабря 2018 в петербургском клубе Zal.[4] Клавишник Алексей Ушаков вернулся к роли царя, а исполнительница всех женских партий альбома Ирина Пухонина исполнила роль Бабы-Яги. В концерте приняла участие группа «Чёрный вторник», исполнив «Интродукцию» и всё музыкальное сопровождение, а её солист Максим Коробов стал главным исполнителем роли Ивана и спел в дуэте с бэк-вокалисткой «Сектора газа» Татьяной Фатеевой «Арию Ивана и лягушки». В роли сказителя появился Илья Нарежный из группы «Красная плесень». Первую, вторую, третью и четвёртую арии Ивана исполнили соответственно вокалист группы «Голос Омерики» Родион Лубенский, Сергей Ким из группы «Сектор Газовой Атаки», лидер группы «Монгол Шуудан» Валерий Скородед и Александр Кузьмичёв (группа «Бродячий Цирк»). Артур Беркут появился в роли графа Дракулы, лидер группы «Бони НЕМ» Кирилл Немоляев в роли Кащея Бессмертного, экс-вокалистка группы «Ленинград» Юлия Коган исполнила «Арию Василисы Прекрасной».